# Tears of Steel
Pour plus de détails, voir Fiche technique et Distribution.
Tears of Steel (Larmes d'acier) est un court métrage libre de science-fiction post-apocalyptique néerlandais, sorti en 2012 et produit par la fondation Blender.
Un groupe de guerriers et de scientifiques rassemblés à la Oude Kerk d'Amsterdam essayent de revivre un événement du passé pour sauver le monde de la destruction par des robots.

## Synopsis
40 ans auparavant, un couple s'est déchiré, le jeune homme Thom voulait partir dans l'espace, et la jeune femme Celia, qui avait alors une main robotisée, voulait rester sur Terre pour continuer à travailler dans la robotique.
Une guerre robot/machine est en cours dans le temps présent. La guerre a semble-t-il comme origine ce conflit, la jeune femme est à l’origine de la création des robots puissants qui combattent l'humanité aujourd'hui, elle y a mis une part de sa conscience. Les robots ont donc acquis son amertume envers Thom, et par extension les humains.
Pour venir à bout de ce conflit qu'ils sont en train de perdre, les humains ont capturé un robot (semble-t-il un robot "mère", certainement le premier de la série, créé directement par Celia).
En utilisant la mémoire de Celia prélevée directement sur son cerveau, ils recréent la scène dans un dôme virtuel, et ils font revivre la scène de la rupture afin d'essayer d'en changer l'issue, espérant ainsi supprimer l'amertume des robots envers l'humanité.

## Fiche technique
- Titre : Tears of Steel
- Titre de travail : Project Mango
- Réalisation : Ian Hubert
- Scénario : Ian Hubert
- Concept par l'art et storyboard : David Revoy
- Décors : Romke Faber et Rik van Os
- Costumes : Pablo Londono Serria
- Photographie : Joris Kerbosch
- Son : Victor Dekker
- Musique : Joram Letwory
- Production : Ton Roosendaal
- Budget : 300 000 €
- Pays d'origine : Pays-Bas
- Format : couleurs - HD - 2,35:1 - Dolby Digital 5.1
- Genre : court métrage, dystopie, science-fiction post-apocalyptique
- Durée : 12 min 15 s
- Dates de sortie :
  - Internet : 26 septembre 2012
  - États-Unis : 26 mai 2013 (Festival international du film de Seattle)

## Distribution

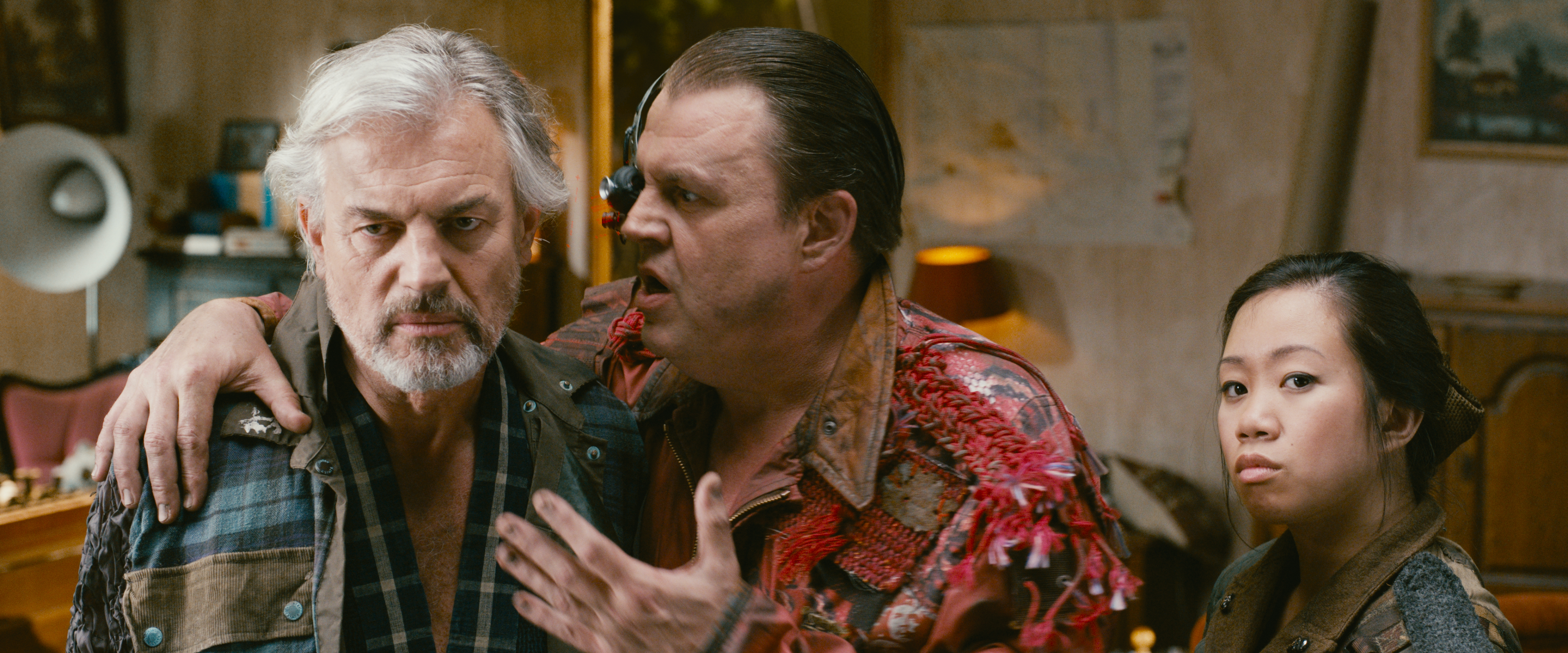
Derek de Lint, Rogier Schippers et Jody Bhe.

- Jody Bhe : Djenghis
- Chris Haley : Techhead
- Sergio Hasselbaink : Barley
- Derek de Lint : Thom vieux
- Denise Rebergen : Celia
- Vanja Rukavina : Thom
- Rogier Schippers : captain

## Autour du film

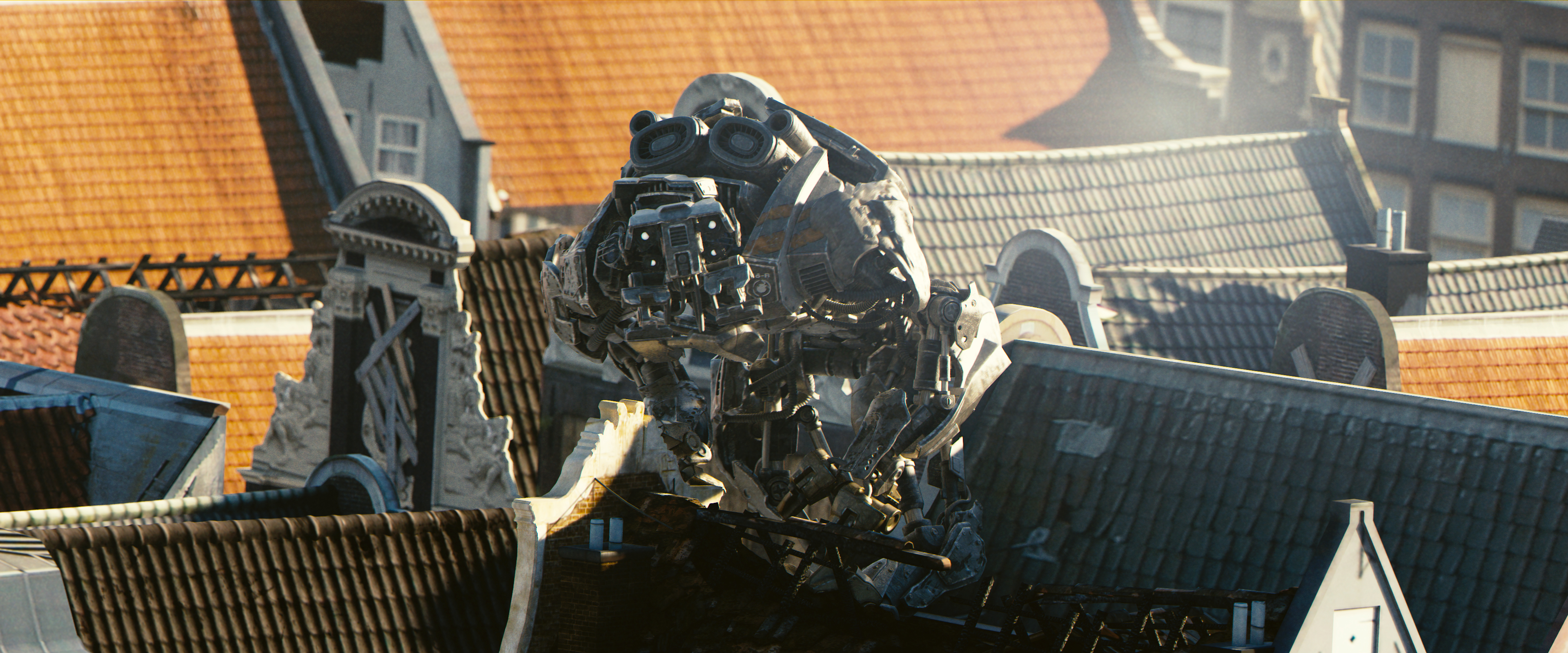
Robot attaquant Amsterdam.

Tears of Steel est produit par la fondation Blender pour démontrer la viabilité du logiciel Blender dans les effets spéciaux pour le cinéma (capture de mouvement, rotoscopie, compositing, incrustation, étalonnage des couleurs, etc.).
L'avancement du projet tant du point de vue cinématographique que logiciel a été publié au fur et à mesure sur le blog du site officiel.
Les travaux et les résultats du projet Mango sont publiés sous la licence Creative Commons Attribution 3.0.
En 2016 l'artiste Innerbeats réalise le clip Be minen en utilisant les images du film[source insuffisante].

## Logiciels utilisés

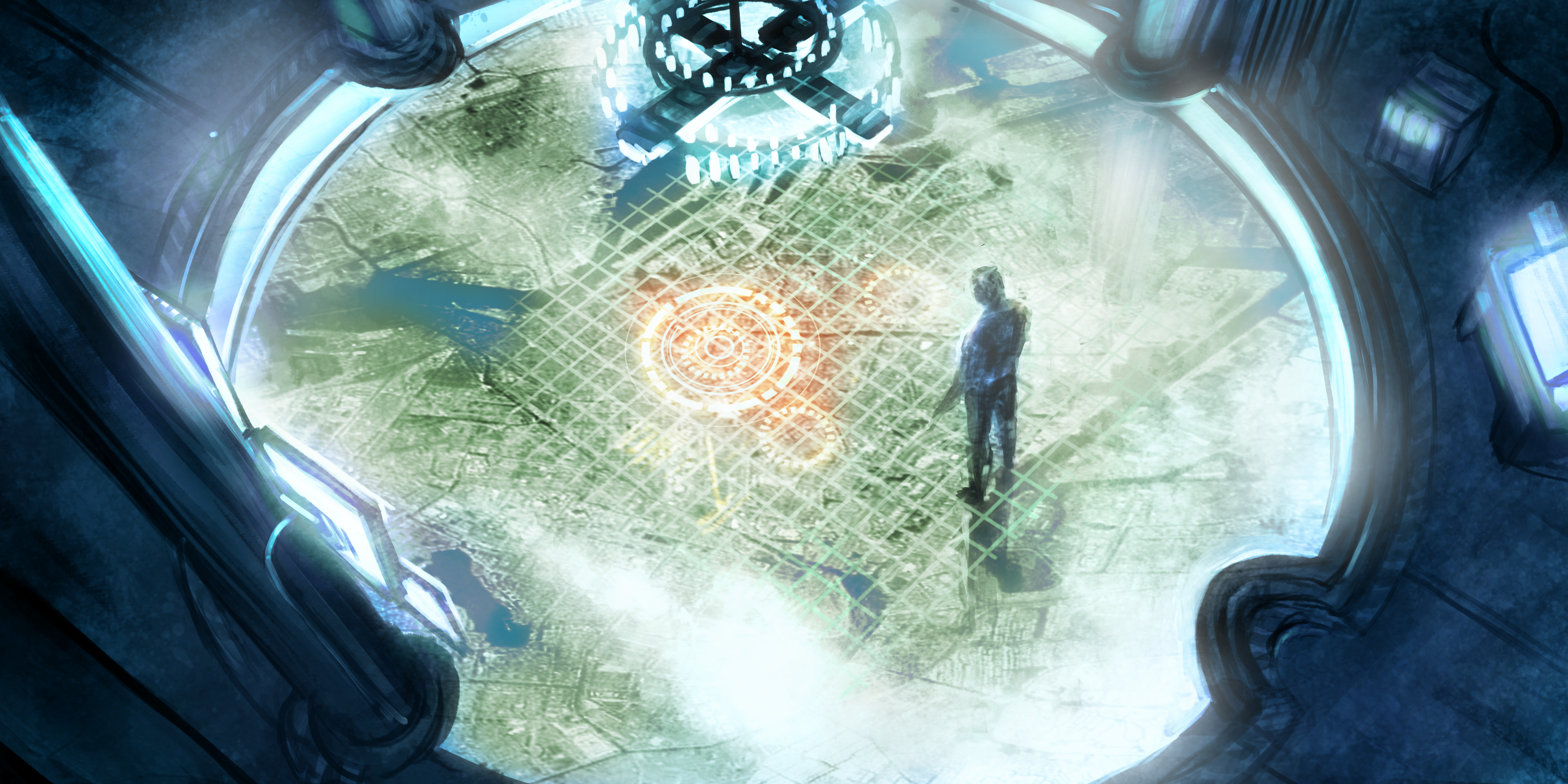
Concept art réalisé avec Krita.

Les logiciels utilisés étaient tous libres/open source :
- système d'exploitation : Ubuntu 64 bits ;
- modélisation, animation et montage vidéo : Blender ;
- moteur de rendu : cycles, nouveau moteur de rendu de Blender, qui utilise les projets open source OpenShading, OpenColor et OpenImage ;
- match moving : Blender, qui utilise Libmv ;
- dessin, imagerie : GIMP, MyPaint, Krita et Inkscape ;
- format de rendu : OpenEXR ;
- langage de script : Python ;
- base de données de stockage : SVN.

## Festivals
Tears of Steel est dans la sélection officielle du festival international du film de Seattle en version 4K dans le cadre de la Thrillers Night du 26 mai 2013.